# Wallacea (planta)
Wallacea es un género de plantas fanerógamas que pertenecen a la familia Ochnaceae.  Comprende tres especies descritas y de estas, solo dos aceptadas.

## Taxonomía
El género fue descrito por Spruce ex Benth. & Hook.f. y publicado en Genera Plantarum 1: 320. 1862.  La especie tipo es:   Wallacea insignis Spruce ex Benth. & Hook.f.	

## Especies aceptadas
A continuación se brinda un listado de las especies del género Wallacea  aceptadas hasta mayo de 2014, ordenadas alfabéticamente. Para cada una se indica el nombre binomial seguido del autor, abreviado según las convenciones y usos: 
- Wallacea insignis Spruce ex Benth. & Hook.f.
- Wallacea multiflora Ducke